# Mannekäng i rött
Mannekäng i rött è un film svedese del 1958 diretto da Arne Mattsson. La traduzione letterale del titolo è L'indossatrice in rosso.

## Trama
La coppia di investigatori privati John e Kajsa Hillman, insieme all’aiutante Freddy, collaborano con la polizia per risolvere il caso della cosiddetta “indossatrice in rosso”, che viene trovata cadavere in una vetrina dell’atélier di alta moda “La femme”, diretta dalla facoltosa Thyra Lennberg, costretta su una sedia a rotelle in seguito ad una paralisi di origine nervosa. Nell’agenda dell’Indossatrice in rosso si ritrovano nomi di personaggi altolocati che venivano da lei ricattati. Kajsa si fa assumere come modella per tenere d’occhio i dipendenti della casa di moda, mentre John Hillman e Freddy continuano, ciascuno a proprio modo, le indagini. Tre sono i possibili eredi della prestigiosa impresa commerciale, e due di essi vengono assassinati, mentre la stessa Thyra scompare a seguito dell’incendio della propria abitazione. Alla fine, dopo diverse peripezie, il mistero, che coinvolge persone insospettabili, viene risolto.